# 广岛国际学院大学汽车短期大学部
广岛国际学院大学汽车短期大学部（日语：／ Hiroshima Kokusai Gakuin Daigaku Jidōsha Tanki Daigakubu *），简称自短（じたん）是過去一所位于日本广岛县广岛市安艺区的私立短期大学。2019年起停止招生。原址現為廣島國際學院汽車整備大學校。

## 概要

### 简介
- 学校最早可以追溯到1927年[1]。短期大学为于1964年开办[1]、由学校法人广岛国际学院经营。校训是信和協同也。

### 历史
- 1964年 广岛电机学园短期大学成立并同时设置汽车工业科[1]。
- 1968年 改校名为广岛汽车工业短期大学[1]。
- 1988年 校园搬迁至安芸区中野上濑野地区[1]。
- 1999年 改校名为广岛国际学院大学汽车短期大学部[1]。
- 2003年 专科纤修工学专攻[注 1]成立[1]。

### 宪章
- 请参看广岛国际学院大学自动车短期大学部的标志 （页面存档备份，存于） （日語） 2013年12月31日阅览。

## 学校环境
- 校区：在广岛县广岛市安艺区

## 历任校长
- 胜盛丰一：第一代短期大学校长[2]。
- 知名宏：最后现在短期大学校长[3]

## 组织

### 学科
- 汽车工业科

### 专科
| - 纤修工学专攻 |

### 业余课程
| - 没有 |

### 附属机关
| - 图书馆 |

## 相关链接
- 日本短期大学列表
- 广岛国际学院大学